# Irina, Satu Mare
Irina (germană Hirrin, Irrein, Juren, Irren, maghiară Iriny, Éririny) este un sat în comuna Andrid din județul Satu Mare, Transilvania, România.

## Așezare
Irina se situează de-a lungul drumului de beton care se trage de la Carei spre Andrid. Din punctul de vedere al administrației publice aparține de Andrid.
Irina este o mică așezare în județul Satu Mare. Se situează la 17 km sud de Carei pe terasa dreaptă a Văii Ierului, pe linia șoselei Carei – Andrid – Tasnad. Pe strada Porteleki, respectiv Dengelegi trece șoseaua, care se intersectează cu strada școlii într-o parte, iar pe cealaltă parte cu străzile Ujsor.

## Istoria satului
Numele Irina se întâlnește pentru prima dată în Regestrum de la Oradea (Varadi Regestrum) din 1219 cu însemnarea villa Ivren. Data constituirii arată că a fost o așezare aflată în serviciul fortăreței de iobagi pe linia Érmellék (Valea Ierului). Așezarea și-a primit numele de la proprietarul pământului, familia Irinyi. Dreptul de proprietate a familiei Irinyi este intensificată și de pergamentul din 1264. Au rămas mai multe variente de nume ale așezării: 1270 Iriny, 1329 Juren, 1349 Iwen, 1366 Iryn, 1458 Iren, 1460 Irin, 1820-1851 Iriny.
Nu se știe pe timpul turcilor cât de mare a prădarea. Pe baza plângerilor în legătură cu povara birurilor se poate concluziona, că populația satului a încercat să se protejeze de atacurile turcilor și a tătarilor. Însă numai la început au reușit acest lucru, pentru că la sfârșitul secolului XVIII satul a rămas în totalitate pustiu, nelocuit, încât în 1692 este total pustiu. La recensământul din 1785 în Irina au găsit un nobil, 28 iobagi liberi, 1 șerb. Denumirea de iobag liber înseamnă iobag colonizat. Deci în Irina s-a produs o colonizare însemnată, în cadrul căreia iobagi reformați maghiari s-au așezat aici din satele învecinate pustiite. Numărând 6 suflete într-o familie, în acest timp populația satului putea fi în jur de 180.conform datelor rămase numărul sufletelor în sat este de 774 în 1828, 794 în 1930, 852 în 1966, iar în 1980 este de 734, numărul caselor este de 272. în anii următori migrarea tinerilor este însemnat, de aceea în 1992 are doar 587 de locuitori din care 26 români, 552 maghiari și 7 romi. Până în 2006 numărul locuitorilor maghiari și români a scăzut în continuare, la ora acuală e în jur de 400, în schimb numărul locuitorilor rromi a crescut la 180.
În timpul regimului trecut baza vieții economice a satului o constituia cooperativa economică comun cu satul Dindești, care s-a descompus în mai multe mici asociații. Și astăzi majoritatea populației încerarcă să trăiască din agricultură și creșterea animalelor, dar printre tineri e din ce în ce mai frecvent să caute loc de muncă în oraș, în Carei sau în satu-Mare.